# Кхаммам (округ)
Кхаммам (телугу ఖమ్మం జిల్లా; урду کھمم ضلع‎; хинди खम्मम जिले; англ. Khammam) — округ на северо-востоке индийского штата Телангана, до 2014 года входил в юрисдикцию штата Андхра-Прадеш. Образован 1 октября 1953 года из части территории округа Варангал. Административный центр — город Кхаммам. Площадь округа — 16 029 км². По данным всеиндийской переписи 2001 года население округа составляло 2 578 927 человек. Уровень грамотности взрослого населения составлял 56,9 %, что немного ниже среднеиндийского уровня (59,5 %). Доля городского населения составляла 19,8 %.